# Kettejev drevored
Kettejev drevored je od 1891 dalje ena najpomembnejših in najvitalnejših javnih zelenih površin v Novem mestu. Je dvostranski oz. dvoredni obcestni drevored, obdan s klopmi. Dolg je približno 1500 metrov. Je eno izmed najlepših novomeških sprehajališč in najdaljših slovenskih drevoredov. Ob makadamski poti je zasajenih približno 370 divjih kostanjev. Imenovan je po pesniku Dragotinu Ketteju. Uvrščen je v inventar najpomembnejše naravne in kulturne dediščine v Sloveniji. Občina Novo mesto ga je leta 1987 uvrstila med znamenitosti oz. opredelila za spomenik oblikovane narave.

## Geografski oris
Poteka čez grič Marof, prazgodovinsko naselbino iz prvega tisočletja pred našim štetjem. Drevored se začenja na križišču med Seidlovo in Rozmanovo ulico pri Novi ljubljanski banki. Poteka od centra mesta (mimo Cankarjeve ulice, Mestnih Njiv in Zwittrove ulice). Konča pa se v stiku s Kočevarjevo cesto v Bršljinu. Istoimenska ulica, ki poteka čez drevored, ima 13 hišnih številk.

## Zgodovina drevoreda
Pred 19. stoletjem je po tej poti potekala glavna povezava med centrom mesta in Bršljinom. V 19. stoletju pa je v mesto prišla železnica iz Ljubljane in z njo nova cesta (Ljubljanska cesta) med mestom in Bršljinom, zato je ta pot kot severna vpadnica v mesto izgubila svoj namen. Danes povezuje predmestje s starim mestnim jedrom, saj njegov začetek sega skoraj do nekdanjih mestnih vrat (Ljubljanskih vrat). Krajši del drevoreda, ki danes poteka ob poslovno-trgovski stavbi na Novem trgu, je tudi najstarejši. Zasajen je nekoliko pred preostalim delom, zasajenim leta 1891.

## Poimenovanje drevoreda
Kettejev drevored se po pesniku slovenske moderne Dragotinu Ketteju imenuje od leta 1955. Pred tem se je v letih od 1930 do 1955 ta makadamska pot imenovala Tavčarjeva cesta (do leta 1930), pred tem pa Stara cesta (do leta 1892).

### Dragotin Kette in Novo mesto
Dragotin Kette se je v Novem mestu šolal po tem, ko je bil v šestem razredu (leta 1896) izključen iz ljubljanske gimnazije, ker ni plačal šolnine. Tako je v letih od 1896 do 1898 obiskoval gimnazijo v Novem mestu in si finančno pomagal tudi s poučevanjem meščanske družine Mogolič. Z Bojanom Drenikom je ustanovil skrivno dijaško Zadrugo po zgledu ljubljanske Zadruge. V njej je bil tajnik in prva pesniška avtoriteta. Bral je svoje pesmi, imel govore in deloval tudi kot kritik. Njene zapiske hrani Knjižnica Mirana Jarca. Sestankovali so v njegovem stanovanju na Kandiji, saj je v času Zadruge živel še tam (1896–1897).  Naslednje šolsko leto (1897–1898) pa je živel kot najemnik v hiši ob vznožju današnjega drevoreda (na zdajšnjem naslovu Kettejev drevored 5). Večkrat se je sprehajal po tej poti in dobil navdih za pisanje svojih pesmi ter pisal o ljudeh, ki jih je opazoval v novomeških gostilnah. Njegove balade med drugim tematizirajo pesnikovo osamljenost in povezanost z naravo.  
Konec leta 1897 se je v kapiteljski cerkvi nesrečno zaljubil v Angelo Smola, por. Vojska. Nedosegljiva Angela je bila Ketteju pesniški ideal. Njena lepota je spodbudila Kettejeve ljubezenske pesmi, cikle sonetov, gazele in druge lirske pesmi. V tistem času je družina Smola živela na Glavnem trgu, zato je tam danes postavljen vodnjak z njegovimi verzi iz pesmi Na trgu, ki jo je namenil Angeli.
Po maturi pa je bil vpoklican v vojsko v Trst, zato je moral Novo mesto zapustiti. 

### Kettejeve novomeške pesmi
Znano je, da je pesem Ljubici bral v novomeški Zadrugi. Iz tistega časa so še Poklon, V samotah, Zimska romanca, To vse ljubezen stori itd. Pesmi iz leta 1897 so namenjene neznani osebi, naslovljene pa so Pesmi nove ljubezni. Jasno pa je zapisal, da je Angeli Smola, hčerki sodnega svetnika v Novem mestu, napisal pesem Na trgu. Na novomeško reko Krko se nanaša pesem Na Krki. V njej je Kette izrazil otožnost, ko je kot sedmošolec izvedel, da bo moral za tri leta med vojake. Da je opazoval Novomeščane je razvidno v pesmih Pred krčmo in V gostilni. V nekaterih pesmih Kette oseva zapuščenost v Ljubljani, npr. v Noč na poljani in Želje idealistove. Na novomeško okolico se nanaša tudi pesem Podgorska svetnica. Idejo za njo je Kette dobil na podlagi dveh slik. V Novem mestu je nastalo tudi več pesmi s skupnim naslovom Za spomin, izmed katerih je eno pesem namenil Josipini Repenšek, ki je bila najprej Cankarjeva znanka v Ljubljani, nato Kettejeva v Novem mestu.

### Ostali novomeški objekti v spomin Ketteju
- Pred mestno hišo je postavljen njegov doprsni kip, delo Jakoba Savinška.
- Na Glavnem trgu od leta 1955 (v počastitev 10-letnice osvoboditve) stoji kamnit vodnjak s kitico iz njegove pesmi Na trgu. Vodnjak je izdelan po načrtu arhitekta Marjana Mušiča. Pred njim je na tem mestu stal od leta 1815 do leta 1903 litoželezni vodnjak iz livarne Dvor pri Žužemberku. Dokler v mestu niso imeli vodovoda, so vodo v vodnjak črpali iz reke Krke.
- Na Kettejevem drevoredu 5, kjer je Kette nekaj časa stanoval, je vzidana spominska plošča.
- Po njem se imenujeta novomeška ulica (ki poteka skozi drevored) in osnovna šola za otroke s posebnimi potrebami.
- V knjižnici Mirana Jarca hranijo del njegove literarne zapuščine in nekaj gradiva njegove Zadruge. V slikovni zbirki pa hranijo tudi nekaj likovnih upodobitev pesnika.
- V veži Dolenjske galerije, ki leži ob starem muzejskem poslopju, je razstavljen portret pesnika, ki je delo slikarja Ivana Vavpotiča. V Dolenjskem muzeju hranijo podobo Angele Smola.
- Po njem je bil poimenovan park, ki je bil zasajen na nekdanjem pokopališču, kjer je bil Kapucinski vrt. Pokopališče so namreč pred 1. svetovno vojno zaradi potrebe po večji kapaciteti preselili v Ločno. Park se je leta 1955 preimenoval v Novi trg, ki leži v centru mesta. Danes so tam lokali. Od Kettejevega parka je ostalo le nekaj dreves.

## Grič Marof
Kettejev drevored vodi do vrha hriba Marof (228 m), ki je eden izmed sedmih gričev Novega mesta. Na levem bregu Krke se poleg Marofa nahajata še Kapiteljski hrib (202 m) in Marof (228 m). Na desnem bregu pa so še Ragov log (218 m), Mrvarjev hrib (215 m), Recljev hrib (221 m), Grm (215 m) in Na Drski (225 m).

### Razgled
Na Marof se iz mesta povzpnemo v nekaj minutah hoje. Pot poteka po Kettejevem drevoredu. Z vrha vidimo mesto, Krko, Ragov log, Gorjance,Trško goro in bližnjo okolico. 

### Zgodovina
Novo mesto sodi po številu izkopanin med najbogatejša arheološka najdišča v Sloveniji. Zaradi ugodne geografske lege na zavarovanem, strmem skalnatem pomolu ob Krkinem zavoju je bilo naseljeno od konca bronaste dobe do konca rimskega imperija. Prazgodovinska naselbina je bila zgrajena na terasi severno nad današnjim mestnim središčem – na Marofu. Nosilci kulture žarnih grobišč so bili prvi prebivalci, ki so novomeški prostor intenzivno naselili. Njihovo etnično poreklo ni pojasnjeno, nekateri menijo, da so bili Veneti. Grobovi so iz 9. in 8. stoletja pred štetjem. 
Prazgodovinska gradišča so našli na obeh bregovih Krke. Najdbe potrjujejo prepričanje, da je bilo novomeško območje okrog leta 500 pr. št. središče situlske umetnosti. Močno utrjeno prazgodovinsko gradbišče na Marofu je eliptično-pravokotne oblike v izmeri približno 250 m v dolžino in 100 m v širino ter okrog 600 m v obsegu. Na severovzhodni strani, levo od Kettejevega drevoreda, je utrjeni strmi rob še vedno dobro viden. Leta 1981 ga je raziskoval arheolog Tone Knez. Odkriti so bili ostanki nasipa in ostanki temeljev požgane prazgodovinske koče iz najstarejše halštatske dobe. V halštatskih gomilah iz starejše železne dobe so našli ženski nakit in vojaško opremo moških. Nekatere ostanke so pripisali knezom.  
Za prazgodovino Novega mesta sta dalje od Marofa na desni strani od drevoreda še dve pomembni arheološki najdišči, Kapiteljska njiva in Mestne njive (območje nad bloki na Mestnih njivah). Kapiteljska njiva na Marofu je največje keltsko grobišče v Sloveniji in eno največjih grobišč mlajše železne dobe Srednje Evrope, predvsem zaradi bronastih, figuralno okrašenih situl. Tu so našli grobišče z več gomilami (posamezni gomile so vsebovale od 20 do 40 grobov in bile velike od 10 do 30 m), ki so danes že popolnoma razorane. Veliko pokopališče iz tega obdobja je bilo tudi na vrhu Mestnih njiv, kjer je bilo odkritih že več kot 200 grobov. V halštatski dobi umrlih oseb niso sežigali, temveč so jih z osebno opremo in z obrednimi posodami vred pokopali v iztegnjeni legi na hrbtu, odličnejše osebe tudi v lesenih krstah. Zaradi delovanja močnih oksidov in jedkih kislin v ilovici se okostja pokopanih oseb niso ohranila, temveč samo predmeti iz anorganskih snovi. Grobovi se med seboj po številu in vrednosti pridatkov močno razlikujejo, kar pomeni, da je bila tedanja plemensko-rodovna skupnost že razslojena. Poleg grobišč iz mlajše železne dobe pa se tu nahajajo tudi grobišča iz bronaste in starejše železne dobe. To kaže na zgodnjo in kontinuirano poselitev območja Novega mesta in na izredno velik pomen naselbine v širšem prostoru.  
Halštatsko življenje so v tretjem stoletju pred štetjem nasilno prekinili Kelti iz plemena Tavriskov in Latobikov. Zagospodovali so nad domačim prebivalstvom, uveljavili svoje navade in verovanja ter vojaške in obrtne spretnosti. Dobri so bili zlasti v železarstvu in lončarstvu. V bojih so uporabljali konje in bojne vprege. Mrtve so pokopavali upepeljene v grobne jame. Poznali in uporabljali so tudi že denar. Tako je bilo vse do prihoda Rimljanov, ki so pridobili ozemlje Dolenjske leta 33 pr. št. To ozemlje je zaživelo šele z njihovo cesto od Siscije (Siska) do Emone (Ljubljane). Udobno življenje staroselcev je bilo presekano z vdiranjem, napadi in preseljevanjem tujih ljudstev, pred katerimi so se morale umikati tudi rimske legije. Rimskodobne najdbe iz grobov, nastalih v 4. stoletju, so najmlajše. Kaj je iz naselja na Marofu okoli leta 400 pregnalo ljudi, se natančno ne ve. Vsepovsod prodirajoča ljudstva so na svojih poteh sesula marsikaj, na kar so naletela, gotovo tudi naselje na Marofu. Najdbe keltskih in rimskih grobov so ohranjene v Narodnem muzeju v Ljubljani in v Dolenjskem muzeju. 

### Umetniške upodobitve
Na Marofu se je sprehajal pisatelj in gimnazijski profesor Fran Detela s svojimi otroki. Marof je bil priljubljen kotiček slikarjev, med njimi Josipa Germa, Božidarja Jakca in Vladimirja Lamuta. Marof ima pomembno vlogo tudi v nekaterih umetniških delih: 
- Ivan Rupnik-Može je opeval pomembnejše osebnosti in dogodke svojega časa. Med drugim je sočutno upesnil zadnjo javno usmrtitev v Novem mestu, dne 12. 7. 1865, ravno na Marofu. Obesili so dve ženski in moškega, obsojene za umor obsojenčevega očeta. Pesem od obglavlenca in ima 28 kitic. Druga verzija te pesmi ima naslov Pesem od treh obešenih v Novemmest (zapisana leta 1923), in ima 35 kitic. Na Marofu je bilo mestno morišče, dokler je mesto imelo pravico krvnega sodstva.
- Poetično je o razgledu z Marofa pisal Jože Gregorič v svojem nedokončanem tekstu Kapiteljska cerkev v Novem mestu iz leta 1994
- Ta stara mestna vpadnica je eno od prizorišč filma Veter v mreži posnel Filip Robar Dorin, scenarist in režiser, v katerem so liki Novomeščanov slikarja Riharda Jakopiča, glasbenika Marija Kogoja in literatov Mirana Jarca in Antona Podbevška.
- S to lokacijo se srečamo tudi v zgodovinskem romanu Ilke Vaštetove Gričarji.
- Hišo na Kettejevem drevoredu 5 je leta 1922 upodobil Maksim Gaspari. Slika je danes v Knjižnici Mirana Jarca.
- Marof je eno od prizorišč Jarčevega romana Novo mesto: v drevoredu sta se na sprehodih srečevala skrivnostni Kamin in Daniel Bohorič.

## Objekti v bližini
Ulica Kettejev drevored, ki poteka skozi cel drevored, ima 13 hišnih številk. Hiše so ob drevoredu samo prvih 200 metrov, nato pa obiskovalca objame narava. V bližini se nahajata tudi dve igrišči – Osnovne šole Center in Gimnazije Novo mesto. Pomembnejše zgradbe ob drevoredu so:
- Kettejev drevored 1 – Nova Ljubljanska Banka.
- Kettejev drevored 2 – Športna dvorana Marof.
- Kettejev drevored 3 – Nekdanja vila Angelica, zdaj CeROD.
- Kettejev drevored 4 – Zobna ordinacija dr. Meršola.
- Kettejev drevored 5 – Od leta 1897 do leta 1898 bivališče Ketteja.
- Kettejev drevored 7 – Sklad kmetijskih zemljišč in gozdov Republike Slovenije, MPSP in Stia, d. o. o.
- Kettejev drevored 32 – Očesni center Preskar.
- Kettejev drevored 37 – Splošno gradbeno podjetje Pionir Novo mesto.
- Vremenska postaja.

## Dejavnosti in dogodki
Drevored se uporablja za rekreacijo (tek, sprehod in kolesarjenje) in piknik na travi, učenje orientacije in učno pot pri naravoslovju, zgodovini in geografiji, je prostor za umetniško izražanje (pisanje, fotografiranje, risanje in snemanje filmov) in prireditve (tu vsako leto poteka glasbena prireditev ob 1. maju in občasno tudi kakšna fotografska razstava; imel jo je tudi fotograf Jean-Marc Caracci).  
Leta 2015 je v javnost prišel projektni predlog Arheološki park Marof Novo mesto in regijska arheološka pot, zamišljen kot hibrid med muzejem na prostem (z izobraževalno funkcijo, ki temelji na znanstvenih raziskavah) in doživljajskim parkom.